# Paul Prudhomme

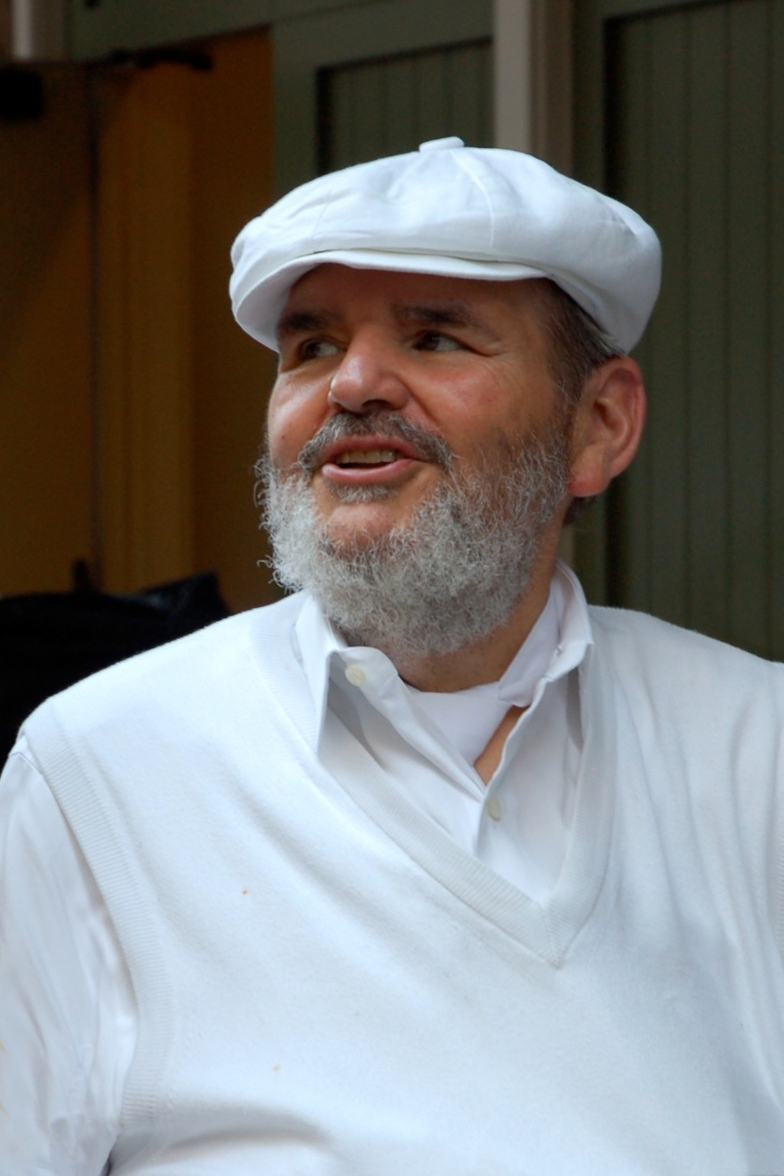
Paul Prudhomme (2008)

Paul Prudhomme (* 13. Juli 1940 in Opelousas, Louisiana; † 8. Oktober 2015 in New Orleans, Louisiana) war ein US-amerikanischer Koch, Gastronom und Kochbuchautor. Er machte eine modernisierte Version der ursprünglichen Cajun-Küche über das Cajun Country im Süden Louisianas hinaus bekannt.
Prudhomme kochte in vielen Fernsehshows, schrieb eine Reihe von Kochbüchern und brachte eine eigene Gewürzlinie namens Magic auf den Markt.

## Karriere

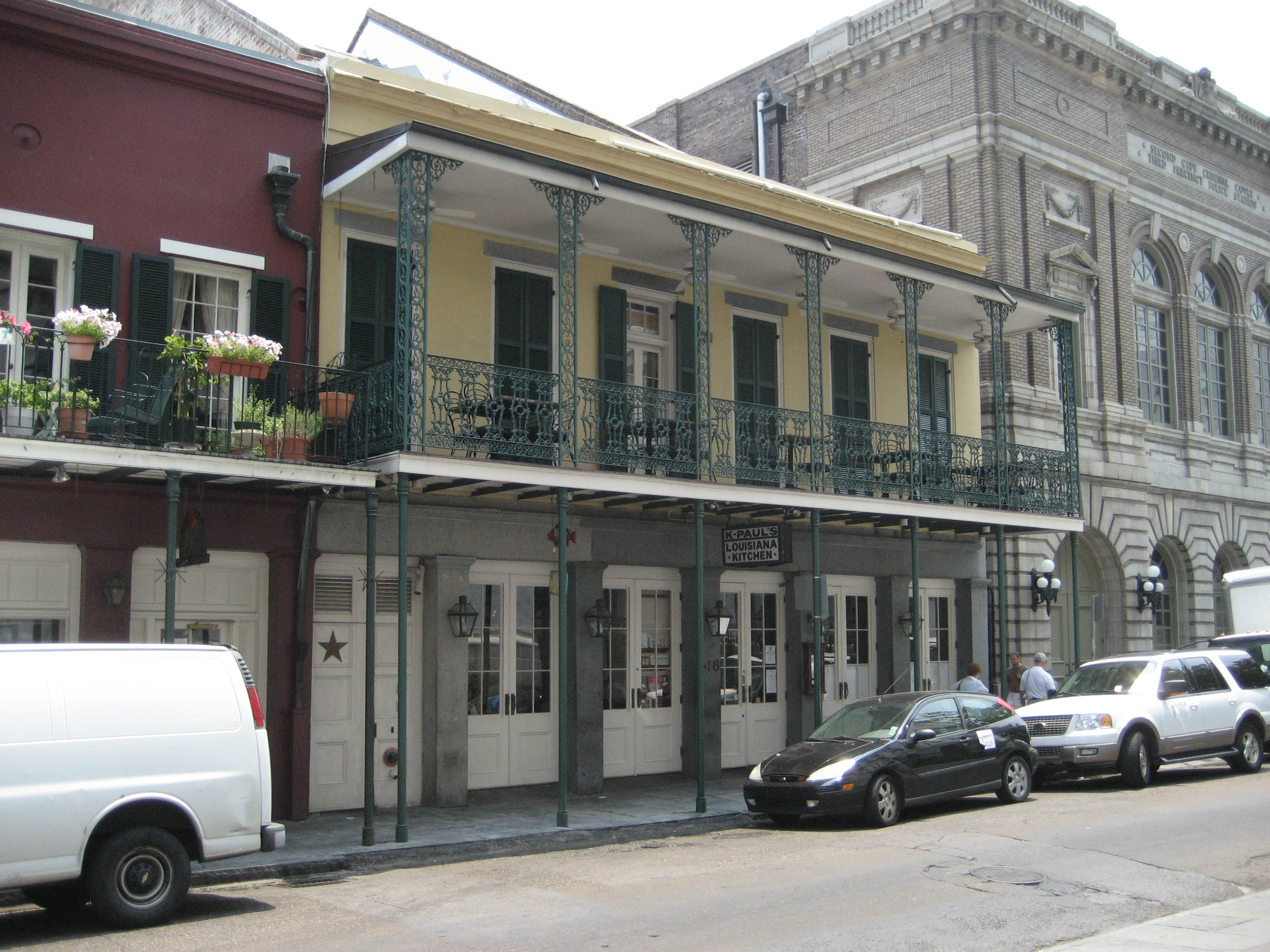
Prudhommes Restaurant K-Paul’s Louisiana Kitchen in New Orleans

Prudhomme wuchs als jüngstes von 13 Geschwistern auf einer Farm in der Nähe von Opelousas im St. Landry Parish im US-Bundesstaat Louisiana auf. Einige seiner Familienangehörigen betrieben bereits in und um Lafayette Restaurants oder arbeiten als Köche.
1979 eröffnete Paul Prudhomme mit seiner später verstorbenen Frau K Hinrichs Prudhomme im French Quarter von New Orleans das Restaurant K-Paul’s Louisiana Kitchen, das in den frühen 1980er Jahren die Zubereitungsart „Blackened“ vor allem bei Redfish und Steak einführte. Im Januar 1981 kochte er bei der Inauguration des amerikanischen Präsidenten Ronald Reagan. 1986 brachte er sein erstes Kochbuch Chef Paul Prudhomme’s Louisiana Kitchen auf den Markt, das sich mehrere Wochen auf der Bestsellerliste der New York Times hielt und viele Originalrezepte des Restaurants enthält.
Prudhomme war der erste amerikanische Küchenchef, der mit dem französischen Mérite agricole ausgezeichnet wurde. 1986 wählte ihn die American Culinary Federation zum Culinarian of the Year.
Seit Mai 2007 hatte Prudhomme eine eigene Kochshow bei PBS mit dem Titel Chef Paul Prudhomme’s Always Cooking!